# Satraparchis tricolor
Satraparchis tricolor là một loài bướm đêm trong họ Geometridae.